# Museu de Arte de Londrina
O Museu de Arte de Londrina é um museu brasileiro no município de Londrina, no Paraná. Foi criado pelo decreto nº 172 em 12 de maio de 1993, data em que foi inaugurado. A exposição de inauguração exibiu a escultura A Eterna Primavera, de Auguste Rodin, e também obras dos artistas Menotti Del Pichia e Vitor Brecheret.
O prédio que abriga o museu fica na região central de Londrina, na rua Sergipe, e é tombado pelo Patrimônio Histórico e Artístico. Foi projetado em 1952 pelo arquiteto João Batista Vilanova Artigas e era usado como terminal rodoviário da cidade até 1988, quando o terminal mudou de lugar.